# Манджилао
Манджилао (англ. Mangilao, чамор. Mangilao) — деревня на острове Гуам.

## Описание
Деревня находится в центральной части острова Гуам в 6 км к юго-востоку от столицы Хаготны. Население деревни, по данным переписи 2010 года составляет 15 191. Наблюдается динамика увеличения количества населения по сравнению с 2000 годом, когда в деревне проживало 13 313 человек. Площадь деревни Манджилао составляет 26,5 км2. В деревне находится ряд учебных заведений, таких как Университет Гуама, Римско — католическая средняя школа, японская школа, Средняя школа Джорджа Вашингтона, культовых сооружений, таких Мечеть Аль-Нур, административных учреждений, таких как Департамент сельского хозяйства, Департамент здравоохранения и социальных услуг, Департамент по делам молодежи, Департамент исправительных учреждений также в деревне находится главная тюрьма острова.